# Poudis
Poudis é uma comuna francesa na região administrativa da Occitânia, no departamento de Tarn. Estende-se por uma área de 4.62 km², e possui 260 habitantes, segundo o censo de 2018, com uma densidade de 56 hab/km².